# Johannes Goth
Johannes Goth er en tysk stumfilm fra 1920 af Karl Gerhardt.

## Medvirkende
- Ernst Stahl-Nachbaur som Johannes Goth
- Carola Toelle som Goths Frau
- Werner Krauss som Verleger Assmann
- Claire Creutz som Assmanns Frau
- Josef Rehberg som Prokurist
- Loni Nest